# Pontrieux
Pontrieux település Franciaországban, Côtes-d’Armor megyében. Lakosainak száma 1004 fő (2022. január 1.). Pontrieux Ploëzal, Plouëc-du-Trieux, Quemper-Guézennec és Saint-Clet községekkel határos.

## Népesség
A település népességének változása:
| Lakosok száma | 1411 | 1146 | 1050 | 1080 | 1021 | 1022 | 1028 | 1009 | 1000 | 1004 |
|               | 1968 | 1982 | 1990 | 2006 | 2013 | 2015 | 2017 | 2019 | 2020 | 2022 |